# Eburia concisispinis
Eburia concisispinis es una especie de escarabajo del género Eburia, familia Cerambycidae. Fue descrita científicamente por Fisher en 1941.
Habita en Islas Caimán. Los machos y las hembras miden aproximadamente 11,5-16 mm. El período de vuelo de esta especie ocurre en el mes de mayo.